# Nahegau (Naturschutzgebiet)
Koordinaten: 49° 48′ 19″ N, 7° 44′ 20″ O
Das Naturschutzgebiet Nahegau liegt im Landkreis Bad Kreuznach in Rheinland-Pfalz. Das 1,4616 ha große Gebiet, das im Jahr 1939 unter Naturschutz gestellt wurde, erstreckt sich südwestlich der Ortsgemeinde Schloßböckelheim. Unweit südlich verläuft die Kreisstraße 61 und fließt die Nahe.